# Ministère de l’Administration Territoriale et de la Décentralisation
Das Ministère de l’Administration Territoriale et de la Décentralisation ist das Ministerium für territoriale Verwaltung und Dezentralisation im westafrikanischen Staat Burkina Faso.
Es wurde 1958 zu Kolonialzeiten als Ministère de l’Intérieur geschaffen. Seit 2001 trägt es die heutige Bezeichnung, zuvor hieß es unter anderem Ministère de l’Administration territoriale und Ministère de l’Administration territoriale et la Sécurité. Das Ministerium gibt regelmäßig die Publikation  Les Echos de la Décentralisation heraus.

## Minister seit 2001
- Moumouni Fabré
- Clément Sawadogo